# András Adorján (Flötist)
András Adorján [ˈɒndraːʃ ˈɒdorjaːn] (* 26. September 1944 in Budapest) ist ein ungarischer Flötist.

## Leben
Adorján zog 1956 mit seiner Familie von Ungarn nach Dänemark, wo er bis 1968 in Kopenhagen Zahnmedizin und danach Musik studierte. An der Hochschule für Musik Freiburg gehörte der Schweizer Flötist Aurèle Nicolet zu seinen Lehrern. Adorján gewann zwei Preise in Musikwettbewerben und wurde 1987 Professor an der Hochschule für Musik Köln. Er betätigt sich sowohl als Orchester- als auch als Kammermusiker (z. B. im Münchner Bach Collegium). Adorján spielte über 50 Platten- und CD-Aufnahmen ein. Seit 1974 ist er in München ansässig. Er ist Vorsitzender der Deutschen Gesellschaft für Flöte e. V. und war von 1996 bis 2011 Ordinarius im Fach Flöte an der Musikhochschule München. Einer seiner Schüler ist Jens Josef. Seine Frau Marianne Henkel-Adorján lehrt als Honorarprofessorin für Flöte ebenfalls an der Hochschule für Musik und Theater München. Seine Tochter Johanna Adorján (* 1971) ist Journalistin und Schriftstellerin.

## Auszeichnungen
- Jacob-Gade-Preis, Kopenhagen 1968
- Premier Grand Prix im Concours International de Flûte, Paris 1971